# Daniel Clausner
Daniel Clausner (* 1984) ist ein deutscher Behindertensportler.

## Werdegang
Daniel Clausner wuchs in Leipzig auf. Er ist schwerbeschädigt, und zwar seit Geburt sehbehindert. Trotz erheblicher körperlicher Beeinträchtigungen wollte er Leistungssport betreiben. Er wurde deshalb Mitglied des Behindertensportvereins Leipzig, in dem er so intensiv trainierte, dass er schon bald in internationalen Wettkämpfen eingesetzt werden konnte. Er gehörte schnell zum Kader der deutschen Behindertenschwimmnationalmannschaft, in der er in der Startklasse S 13 im Brust-, Rücken-, Freistil- und Lagenschwimmen eingesetzt wurde.
Mit der deutschen Nationalmannschaft nahm er sowohl an Europa- als auch an Weltmeisterschaften und an Paralympischen Sommerspielen teil, bei denen er zahlreiche Medaillen gewann.

## Sportliche Erfolge im Einzelnen
- Paralympische Spiele 2004: 2 Goldmedaillen (100 m Brust, 200 m Lagen), 1 Bronzemedaille (50 m Freistil)[4]
- Weltmeisterschaften: 2002: 3 × Bronze, 2003: 3 × Gold, 2006: 2 × Silber, 3 × Bronze.

Für seine sportlichen Erfolge wurde er am 23. Juni 2004 von Bundespräsident Johannes Rau mit dem Silbernen Lorbeerblatt ausgezeichnet.